# God of War: Ragnarök
God of War Ragnarök es un videojuego de acción y aventura hack and slash en tercera persona desarrollado por Santa Monica Studio y publicado por Sony Interactive Entertainment. Se lanzó en todo el mundo el 9 de noviembre de 2022 para PlayStation 4 y PlayStation 5, lo que marca el primer lanzamiento intergeneracional de la serie. Es la novena entrega de la saga de God of War, la novena cronológicamente y la secuela de God of War de 2018. Basado libremente en la mitología nórdica, el juego se desarrolla en la antigua Escandinavia y presenta al protagonista de la serie Kratos y su hijo adolescente Atreus. Concluyendo la era nórdica de la serie, el juego cubre el Ragnarök, el evento escatológico que es central en la mitología nórdica y se predijo que sucedería en el juego anterior después de que Kratos matara al dios Æsir Baldur.
La jugabilidad es similar a la entrega anterior de 2018. Presenta combate basado en combos, así como elementos de rompecabezas y juegos de rol. La jugabilidad se ha renovado con respecto al juego anterior: además de las armas principales de Kratos, un hacha de batalla mágica y sus espadas de doble cadena, también adquiere una lanza mágica y su escudo se ha vuelto más versátil, con diferentes tipos de escudos que tienen diferentes habilidades ofensivas y defensivas. Su hijo Atreus, así como algunos otros personajes, brindan asistencia en el combate y pueden controlarse pasivamente. Además, y por primera vez en la serie, hay algunas misiones de historia en las que el jugador toma el control total de Atreus; su modo de juego es similar al de Kratos, pero usa su arco mágico como arma. También hay más tipos de enemigos y mini-jefes que en el juego anterior.
Originalmente programado para un lanzamiento en 2021, el juego se retrasó en parte debido a los problemas de salud del actor de Kratos, Christopher Judge, en agosto de 2019 y, más tarde, al impacto de la pandemia de COVID-19 en el desarrollo. El 12 de diciembre de 2023 se lanzó un paquete de contenido descargable gratuito titulado Valhalla. Sirviendo como epílogo de Ragnarök, sigue a Kratos mientras participa en una serie de pruebas dentro del Valhalla, donde debe reconciliarse con su vida pasada en Grecia.
Ragnarök obtuvo elogios universales de los críticos y fue elogiado por su narración, personajes, imágenes, diseño de niveles y mejoras generales en el juego con respecto a su predecesor. Algunas críticas menores se centraron en algunas mecánicas de juego, así como en el exceso de pistas durante los puzles. El juego vendió 5,1 millones de unidades en su primera semana, lo que lo convirtió en la semana de lanzamiento first-party con mayores ventas en la historia de PlayStation, con más de 15 millones de unidades vendidas para noviembre de 2023. En los Game Awards de 2022, Ragnarök recibió 11 nominaciones, incluyendo Juego del Año, de las cuales ganó seis. Recibió 12 nominaciones, incluyendo Juego del Año, de las cuales ganó siete premios, incluyendo Juego de Aventura del Año. También recibió 15 nominaciones en la 19.ª edición de los Premios de la Academia Británica de Juegos, la mayor cantidad de nominaciones para un juego en la historia de la ceremonia, de la cual ganó seis premios, incluyendo el Premio al Juego del Año de EE.

## Jugabilidad
God of War Ragnarök es un videojuego de acción y aventura en tercera persona. Cuenta con una cámara libre sobre el hombro, mientras que cinematográficamente, el juego se presenta en un plano continuo, sin cortes de cámara ni pantallas de carga. La jugabilidad es similar a la entrega anterior, God of War (2018), y al igual que ese juego, es solo para un jugador. A lo largo del juego, los jugadores luchan contra enemigos mitológicos nórdicos, con más tipos de enemigos que en el juego anterior. Además de los enemigos que se encuentran en el juego anterior, algunos tipos de enemigos más nuevos incluyen Einherjars, guivernos, acechadores (criaturas parecidas a centauros con astas), fantasmas, asaltantes humanos y nokkens, entre muchos otros. Los desarrolladores también agregaron más mini-jefes para darle más variedad al juego.
El jugador controla al personaje Kratos en elementos de juego de rompecabezas y combate basados en combo. Las armas principales de Kratos son un hacha de batalla mágica llamada Hacha Leviatán, y sus espadas de doble cadena, las Espadas del Caos. También tiene un escudo, cuya versión original se llama Escudo del Guardián. Kratos también utiliza el combate cuerpo a cuerpo. El Hacha Leviatán está imbuida de magia elemental de hielo. Puede arrojarse a los enemigos y volver a invocarse mágicamente en su mano, de forma similar al martillo Mjölnir de Thor. El arma también se puede arrojar a objetos ambientales para desencadenar una explosión dañina y congelar objetos y algunos enemigos en su lugar para resolver acertijos hasta que se vuelva a llamar. Las Espadas del Caos, infundidas con magia elemental de fuego, son un par de espadas unidas a cadenas que se pueden balancear en varias maniobras. Una nueva mecánica para Ragnarök es que las cuchillas también se pueden usar como un gancho de agarre para atravesar abismos. También se pueden usar para recoger y arrojar objetos a los enemigos. Kratos también obtiene una nueva arma llamada Lanza de Draupnir, una lanza de ataque de corto y largo alcance que está infundida con magia elemental de viento y puede hacer copias de sí misma; por ejemplo, Kratos puede lanzar varias lanzas a un enemigo y luego hacer que exploten todas a la vez. Cada arma tiene ataques ligeros y pesados estándar. Se pueden actualizar con runas para permitir ataques rúnicos mágicos, con ranuras para ataques mágicos ligeros y pesados, proporcionando a los jugadores una variedad de opciones para su propio estilo de juego. El botón triangular del controlador también se cambió para Ragnarök. En el juego anterior, el botón se usó para devolver el hacha de Kratos a su mano, pero si ya tenía el hacha, no pasaba nada. Ahora, el botón le permite al jugador usar "Movimientos característicos de armas" para desatar un poderoso ataque elemental dependiendo del arma equipada. Si está en una repisa más alta, el jugador puede saltar para realizar un poderoso ataque con armas a los enemigos que se encuentran debajo.
En el juego anterior, el escudo solo se usaba para bloquear y podía realizar un ataque de parada menor. Para Ragnarök, el escudo se renovó para mayor versatilidad. Hay diferentes escudos que se pueden obtener. Se pueden usar de manera ofensiva o defensiva según el escudo que esté equipado. Los escudos más pequeños son para parar, mientras que los más grandes son más defensivos. Por ejemplo, el Escudo Intrépido tiene un ataque de parada que, cuando se activa correctamente, Kratos golpea el escudo contra un enemigo que arroja y aturde a los enemigos. De manera diferente, el Escudo Muro de Piedra tiene una base más defensiva. Protegerse con el Escudo Muro de Piedra aumenta su energía cinética y, una vez que está completamente cargado, el jugador puede golpear el escudo contra el suelo, emitiendo una gran ola de energía que repele a los enemigos. Se pueden adquirir otros escudos con diferentes habilidades a lo largo del juego. Cuando no está en uso, el escudo se pliega y aparece como un brazal en el antebrazo izquierdo de Kratos. También se actualizó la habilidad Ira Espartana de Kratos. Ahora hay tres variantes: Furia, Valor e Ira. Furia es el modo estándar de la Ira Espartana y es idéntico al juego anterior en el que Kratos usa ataques con las manos desnudas para causar mucho daño a los enemigos. Valor consume energía de ira para restaurar la salud y también se puede usar como parada si se activa en el momento adecuado, mientras que Ira desata un poderoso ataque con arma dependiendo del arma que esté equipada.
Al igual que en el juego anterior, el hijo de Kratos, Atreus, brinda asistencia a través de la inteligencia artificial, ayudando en el combate, el recorrido, la exploración y la resolución de acertijos. El jugador puede controlar pasivamente a Atreus al dictar dónde dispara sus flechas con su arco, ya sea en combate o para resolver acertijos, así como qué animales espectrales mágicos puede convocar para ayudarlo en el combate. Además, el combate de Atreus se actualizó para reflejar el crecimiento de su personaje. En el juego anterior, Atreus observaba a Kratos y aprendía a pelear, mientras que en este juego, Atreus ha madurado. Tiene combos encadenados más largos, puede iniciar una pelea antes que Kratos y sus habilidades mágicas se expandieron. También hay puntos en el juego en los que otro personaje acompañará a Kratos en lugar de Atreus y también se pueden controlar de forma pasiva. Por primera vez en la serie, el jugador puede jugar completamente como un personaje que no sea Kratos (sin incluir el modo multijugador de Ascension). Esto solo ocurre durante algunas misiones de la historia cuando Atreus se va solo sin Kratos y el jugador toma el control total de Atreus. Su modo de juego es similar al de Kratos en el sentido de que tiene combate a corta distancia al golpear a los enemigos con su arco, y tiene ataques de largo alcance al usar su arco para disparar flechas. Además, tiene flechas mágicas especiales, puede crear un escudo a partir de la magia y puede invocar animales espectrales mágicos para ayudar en el combate. Atreus también tiene su propia habilidad de ira en la que se transforma en un lobo (y luego en un oso) para causar un daño mayor. Durante estas misiones, Atreus normalmente tiene otro personaje que lo acompaña y el jugador puede controlar pasivamente a este personaje tal como lo hace con Atreus cuando juega como Kratos. Para algunas misiones, Atreus tiene una espada mágica flotante llamada Ingrid que reemplaza al personaje que lo acompaña.
El juego conserva los elementos de los videojuegos de rol (RPG) de la entrega de 2018. A lo largo del juego, los jugadores encuentran recursos de artesanía para crear armaduras nuevas o mejorar las existentes con mejores ventajas. También hay muchas misiones secundarias que se encuentran fuera de la narrativa central del juego. Ragnarök agrega transfiguración de armadura, lo que le permite al jugador cambiar la apariencia de su armadura equipada a cualquier otra armadura adquirida sin perder ninguna de las estadísticas de la armadura equipada. Sin embargo, para transfigurar, la pieza de armadura equipada debe actualizarse por completo.
Ragnarök tiene más de 70 opciones de accesibilidad. El sistema de interfaz de usuario (UI) del juego se rediseñó "para permitir una mayor flexibilidad y legibilidad", y también se agregaron más opciones de personalización para los sistemas de combate e interacción. Se mantuvieron todas las funciones de accesibilidad de la entrega de 2018, pero también se ampliaron para permitir a los jugadores ajustar el juego para que se adapte a su propio estilo de juego y necesidades.
El 12 de diciembre de 2023, Santa Monica lanzó oficialmente el DLC gratuito titulado "God of War Ragnarök: Valhalla". El DLC utiliza los elementos tipo roguelite, y por ende, conserva todas las mecánicas del juego principal. A medida que avanza en la historia del DLC, se desbloquean nuevas habilidades de mejorar las armas y toda la magia y las reliquias, y se añaden además nuevos escenarios, entre ellos, los lugares que Kratos estuvo en Grecia (haciendo referencia a los sucesos ocurridos en God of War, God of War II y God of War III). Cada tarea superada o fallida se restablece de vuelta al principio. En el DLC, vuelven los enemigos que Kratos derrotó en Grecia, como los "Legionarios no muertos" o las "Sirenas" y "Minotauros". Además, Kratos obtendrá una nueva variante de la Ira Espartana, llamada Legado, donde vuelve la Espada del Olimpo, en alusión a la Ira de Esparta usada en God of War III, respectivamente. Incluyen más apariencias como la armadura clásica de Ares del God of War y God of War II, y todo el contenido obtenido del DLC (incluyendo la Ira Espartana tipo Legado) se transferirá a la Nueva partida+.

## Sinopsis

### Ajuste
Al igual que la entrega de 2018, Ragnarök está ambientado en el mundo de la mitología nórdica, pero amplía la narrativa del juego anterior, con un enfoque aún mayor en la exploración y el juego de mundo abierto. Si bien God of War (2018) permitió al jugador acceder a seis de los nueve reinos de la mitología nórdica, el enfoque ampliado de Ragnarök hace que el jugador explore cada uno de los nueve reinos, incluidas las nuevas incorporaciones de Svartalfheim, la morada industrial de los enanos; Vanaheim, el exuberante hogar de los dioses Vanir; y Asgard, la tierra dorada de los dioses Æsir. Midgard, el reino principal de la entrega de 2018, tiene muchas funciones, pero ahora es un páramo gélido, cambiado drásticamente por Fimbulwinter, un invierno de tres años que comenzó con la conclusión del juego anterior. El Lago de los Nueve, anteriormente navegable por medio de un bote en el juego anterior, ahora está congelado. Svartalfheim es explorable en la misma medida que Midgard en el juego anterior. Alfheim, Helheim y Niflheim regresan, con un enfoque ampliado y una exploración de personajes.

### Premisa
Teniendo lugar 3 años después de los eventos del juego anterior, Fimbulwinter, un gran invierno que abarca tres veranos, está llegando a su fin y comenzará el profetizado Ragnarök. Kratos y su hijo adolescente Atreus comienzan a atravesar los nueve reinos para buscar un medio para evitar el Ragnarök mientras intentan descubrir respuestas detrás de la identidad de Atreus como Loki. Su viaje los llevará a Tyr, el dios nórdico de la guerra que anteriormente se creía muerto. Su conflicto estará con Thor, el dios nórdico del trueno que busca venganza tras la muerte de su medio hermano Baldur y sus dos hijos Modi y Magni; Odín, padre de Thor y rey de los dioses nórdicos; y la aliada convertida en enemiga Freya, que busca venganza tras la muerte de su hijo Baldur.

### Trama
3 años después de los sucesos de God of War, los Nueve Reinos sufren el Fimbulwinter, y cuando este acabe comenzará el Ragnarök. Al comenzar, Kratos y su hijo Atreus huyen de Freya, que quiere matarlos después de que Kratos matará a Baldur. Tras librarse de ella, llegan a su casa junto a Fenrir, uno de los lobos de Atreus, que está muriendose. Haciendo un hechizo de forma involuntaria, Atreus traspasa el alma de Fenrir a su cuchillo. Seguidamente, los dos protagonistas van a dormir, y Kratos tiene una pesadilla con su esposa fallecida Faye, que acaba atormentando al protagonista y provoca que se depierte alterado. Mimir le cuenta que Atreus no ha vuelto de enterrar a Fenrir, así que Kratos sale en su busca y se encuentra con Björn, un oso pardo, quien resultó ser Atreus transformado.
Poco después de lo sucedido, Thor llega a casa de Kratos para hablar y poco después llega Odín, quien provoca que Thor pelee contra Kratos. Tras la batalla, Thor se marcha volando y Kratos vuelve junto a Atreus y Mimir. La pelea entre Thor y Kratos solo sirvió de excusa para que Odín hablara con el chico, diciéndole que dejara de buscar a Týr. Los protagonistas deciden pedir ayuda a Brok y Sindri, los hermanos enanos, que prestan su casa en forma de ayuda. Ahora el plan es ir a Svartalfheim para rescatar a Týr, el antiguo dios de la guerra nórdico, que resulta estar vivo y al cual logran convencer de que se una a ellos en el Ragnarök. Tras llegar a casa de Sindri, este y Atreus viajan a Midgard, para intentar convencer a Freya de que se una a ellos en la batalla contra Odín. La bruja rechaza la oferta y en el camino de vuelta a Sindri le cuenta a Atreus que Brok murió hace tiempo y solo recuperó tres cuartas partes de su alma.
De nuevo en casa, el siguiente plan de los protagonistas es viajar al santuario de Gróa, en Alfheim. Allí descubren la verdadera profecía del Ragnarök; se cuenta que habrá un campeón liderándolo y que Asgard y Odín caerán. Los protagonistas regresan a casa de Sindri, en donde Atreus se emociona con ir al Ragnarök y Kratos se enfada con él, provocando que Atreus se encierre en su habitación y tenga una pesadilla y acabe amanecido en el Bosque de Hierro, en Jotunheim. Allí conoce a Angrboda (que en la mitología nórdica es la esposa de Loki). La chica va junto con Atreus a casa de su abuela, y le enseña unas canicas con el alma de varios gigantes y ella enseña a Atreus a pasar almas de un cuerpo a otro, logrando pasar un alma de una canica a una serpiente, quien posteriormente sería Jormungandr.
Tras un enfrentamiento con la abuela de Angrboda, vuelven a la casa de la chica, en dónde un mural muestra una profecía diciendo que Kratos morirá en el Ragnarök, y Atreus se convertirá en un sirviente de Odín. Al volver a Midgard con un artefacto que le entregó Angrboda, Atreus se encuentra con Kratos, revelándole al muchacho que había desaparecido durante dos días. Sin embargo, su encuentro se ve interrumpido por una valquiria misteriosa, que resulta ser Freya, que acaba uniéndose a regañadientes a la alianza de Kratos para matar a Odín. Ambos viajan a Vanaheim para destruir el hechizo lanzado por Odín que hacia que Freya quedara atrapada en Midgard. En el camino, Freya se encuentra con su hermano Freýr, al cual no veía hacia tiempo. Al llegar a las raíces de los Nueve Reinos, donde estaba también el hechizo de Freya, se enfrentan a Nidhögg, guardián de los reinos, al cual con ayuda de Kratos, Freya acaba matándolo y después desactivando el hechizo.
Regreso a la casa de Sindri, durante una cena, hay varias peleas que provocan que Atreus huya por los accesos místicos hacia Asgard, donde conoce a Skjolder, un adolescente midgardiano y a Heimdall, el guardián de Asgard, que lo lleva ante la casa de Odín, pero el guardián se enfrenta a Atreus al cual derrota con facilidad, pero en ese momento llegan Thor y Odín, el cual lleva a Atreus a su biblioteca donde le da una espada llamada Ingrid. También le habla sobre una máscara incompleta que da conocimientos, la cual quiere Odín con todas sus ganas ya que de esta manera, podrá obtener conocimiento infinito, y podrá hallar una manera de evitar la fatídica guerra, y por ende, su muerte. Por ello, encomienda a Atreus y Thor a buscar otro trozo de la máscara en Muspelheim, que acaban encontrando y devolviendo a Odín.
Mientras tanto Kratos, Mimir y Freya van con las nornas, que ven el futuro y le dicen que Heimdall matará a Atreus. Kratos, para impedirlo, vuelve con Brok y Sindri, que le dan el anillo Drapnuir, al cual Brok y Kratos llevan a Svartalfheim, donde una herrera crea la lanza Drapnuir, que le dará ventaja contra Heimdall. Pero el arma tiene que estar bendecida por un herrero y Brok se entera de que su alma no esta completa. Aun así, bendice el arma de Kratos y en el camino de vuelta se cruza con Odín, que intenta convencerle de que solo es un asesino. En casa de Sindri, Kratos se quita todas las armas y la armadura corporal y vuelve a soñar con Faye y un Atreus bebé, donde Faye le dice la frase "Debemos ser mejores", haciendo referencia a parte de los sucesos ocurridos en el título anterior.
De nuevo en Asgard, Heimdall, Atreus y Thrúd, hija de Thor, viajan a Helheim, a buscar el último trozo de máscara, y Atreus acaba liberando a Garm, un lobo gigante que puede crear rasgaduras entre dimensiones. Heimdall al enterarse de esto, se enfada con él y lo lleva ante Odín, el cual no se enfada, y comprende a Atreus por su error, por lo cual quiere volver a casa, y Odín le pide que deje la máscara y a Ingrid. De vuelta en su hogar, todo esta afectado por las rasgaduras de Garm y varios enemigos atacan a los protagonistas. Después de que Atreus cuente lo sucedido, él y Kratos van de vuelta a Helheim para matar a Garm, pero su única opción acaba siendo pasar el alma de Fenrir al cuerpo de Garm. El plan funciona y logran evitar más rasgaduras entre dimensiones. Ahora los dos protagonistas viajan a Vanaheim, para recuperar la luna y que los lobos de la noche y el día, Sköll y Hati, puedan seguir persiguiendolas. Tras recuperar la luna, Kratos se encuentra con Heimdall, el cual con la ayuda de la Drapnuir, logra herirle, explotarle un brazo y finalmente matarle. Después de la batalla, rescatan a Freýr, que había sido emboscado.
En casa de Sindri, Atreus pide volver a Asgard para completar la máscara y allí el chico se encuentra con Thrúd y con Thor borracho, el cual ayuda a Atreus a encontrar el último trozo, que hallan en la cima de una montaña de niflheim. En ese momento llega Odín, Sif, esposa de Thor y Hrist y Mist, guerreras valquirias al servicio de Odín. Sif habla con Odín diciendo que menosprecia a su hijo y Thor se enfada con Atreus por el aprecio que tiene su padre hacia él. Atreus huye junto con la máscara a casa de Sindri con una bola que el enano le entregó antes de que viajará a Asgard. Con la máscara en su poder, Týr dice que puede abrir una puerta a Asgard, cosa que a Brok no le cuadra. Tras algunos reclamos por parte del enano, Týr acaba clavándole un cuchillo, desvelándose que el dios de la guerra en realidad era Odín disfrazado. Odín amenaza con matar a Atreus, pero lo suelta y Kratos logra quitarle la máscara a Odín antes de que este escapara. Mientras, Sindri intenta hacer que Brok no muera, pero aun así acaba falleciendo. Antes de eso, confiesa a su hermano que sabe lo que hizo y lo perdona, pero que debe dejarlo ir. Sindri se marcha con su cadáver. Atreus trata de hablar con él, pero este culpa al joven por la muerte de Brok, y le dice que no quiere nada que ver con él, y continúa forjando armas para prepararse para la guerra.
Aún con Brok muerto, los protagonistas siguen con el plan de matar a Odín. Kratos y Atreus viajan a Muspelheim, donde se encuentran con Surtr, que encanta las espadas de Kratos y termina clavándoselas en el corazón, lo que provoca que Surtr se transforme en Ragnarök. Pero antes de poder irse, aparecen Hrist y Mist, que tras una batalla, Kratos y Atreus acaban con las dos valquirias. En Midgard, todos los protagonistas se reúnen para prepararse y matar a Odín. Antes del comienzo de la guerra, Kratos vuelve a soñar con Faye, y ella le dice que abra su corazón a todos como se lo abrió a ella. Con todo preparado, Kratos usa el cuerno de Heimdall para viajar a Asgard y allí todos los ejércitos reclutados atacan el muro de Asgard, dando inició a la gran guerra.
Mientras Kratos y Atreus se abren camino, descubren que Odín usa midgardianos como soldados, así que Kratos los salva mientras Atreus destruye el muro. Allí, Thrúd ayuda a los dos protagonistas, pero aparece Thor y se enfrenta a Kratos, pero el dios griego lo derrota y le perdona la vida. Además, lo hace entrar en razón y en ese momento aparece Odín, que quiere que mate a Kratos, pero Thor se niega, así que Odín acaba clavándole la lanza en el corazón a su hijo, matándolo. Ahora Odín se enfrenta a Kratos y Atreus, que son derrotados, pero llega Freya que lo frena con una soga, aunque este se libera e intenta convencer a Atreus de usar la máscara, pero la termina rompiendo y Odín se enfrenta de nuevo a los protagonistas, que lo consiguen derrotar, y Atreus decide pasar el alma de Odín a una de las canicas de Angrboda, logrando cambiar el destino de su padre. En ese momento, aparece Sindri, desolado por la muerte de Brok, provoca que destruya la canica. Con Odín muerto, los protagonistas huyen, pero Ragnarök va a destruir Asgard y Freýr lo frena para que los protagonistas puedan huir, sacrificándose.
Tras huir, Atreus y los demás personajes llegan a Midgard, donde Atreus se encuentra nuevamente con varios de los sobrevivientes de la guerra. En algún punto del camino se encuentra con Angrboda y Kratos, con esta última confesando que aún hay algo que debe enseñarles. Esto resulta ser un mural que Faye destruyó a propósito, con la joven revelando que ella lo hizo a costa de su propio pueblo, con el objetivo que ambos pudieran escribir su propio destino, sin arraigarse a lo que decían las profecías. Tras dicha conversación, Atreus revela a su padre que aún hay varios gigantes vivos a lo largo de los Nueve Reinos, y que su misión es encontrarlos. Kratos decide dejarlo ir, no sin antes de compartir una despedida conmovedora. Tras este momento, padre e hijo comparten un cálido abrazo, y Atreus se va de Midgard para comenzar su viaje.
Tras la conversación, Kratos decide analizar a fondo el mural de Faye, y encuentra algo que lo conmueve; el mismo revela que su destino es convertirse en un dios pacífico y amado por todos, quien además llevará a los Nueve Reinos a una nueva era de unión y prosperidad. Con lágrimas en el rostro, ahí se da cuenta de que, tras años de sufrimiento y culpa, por fin ha alcanzado la redención que tanto anhelaba. Finalmente estando en paz consigo mismo y seguro de su futuro, Kratos recluta a Freya y a Mimir, y los tres comienzan un nuevo viaje para reconstruir Midgard y restaurar la paz.
Al completar la historia principal, el juego muestra algunas revelaciones importantes; tales como que el ejército de los no muertos de Odín ha sido eliminado, Freya se enfrenta a la valquiria vengativa Gná y consigue derrotarla para volver a reclamar el título de reina de las valquirias, los dioses Aesir se mudan a Vanaheim y restauran la paz con los Vanir, Thrúd decide portar el Mjölnir como una forma de honrar a su padre, y se descubre que Týr aún seguía con vida, y es liberado de su prisión en Niflheim. En el final secreto, Kratos, Freya y Mimir acompañan a un dolido Sindri a organizar un funeral para su hermano caído en Svartalfheim.

### Valhalla
En algún momento después del Ragnarök, Kratos recibe una invitación anónima a Valhalla. Él y Mimir viajan hasta el último resto de Asgard y posteriormente fuerza su camino de la entrada al Valhalla. Todo el equipamiento de Kratos y sus poderes mágicos desaparecieron; provocando mayores posibilidades que Kratos muera. Luego de pulsar "Iniciar último punto de control", Kratos y Mimir despiertan cerca de la entrada al Valhalla, siendo enterados por Freya y las doncellas escuderas (Sigrún, Gunnr y Eir), regañándose a él y a Mimir por romper las reglas del Valhalla sin avisar, pero dejándolo entrar. Antes de llegar al Valhalla, Freya, ahora Reina de los Reinos, invitó a Kratos a unirse a su consejo como el nuevo dios nórdico de la guerra, pero él se negó, reacio a ejercer ese poder nuevamente después de abusar de él durante su estancia en Grecia.
Después de abrirse camino a través del Valhalla, Týr se acerca a Kratos y se revela que fue él quien le envió la invitación. Mientras los dos entrenan, Týr convence a Kratos para que se abra y enfrente su pasado, pero la angustia de Kratos le impide hacerlo. Týr revela que Kratos debe usar Valhalla para dominarse a sí mismo y aceptar quién solía ser. Luego, Kratos atraviesa más pruebas dentro de Valhalla, enfrentándose a manifestaciones de enemigos del pasado, como Modi y Magni, así como a apariciones del jefe ilusorio de Helios. Un intento salió mal y Sigrun viola las reglas de Valhalla para salvar a Kratos y Mímir de una muerte definitiva, debilitando así su conexión con la tierra. Después de varias sesiones de entrenamiento más, Týr ayuda a Kratos a enfrentar una manifestación de su yo más joven para superar sus miedos y su odio hacia sí mismo. Kratos concluye que aunque su yo más joven era furioso y cruel, también se sacrificó para devolver el poder de la esperanza a la humanidad, demostrando que siempre había algo bueno en él. Al darse cuenta de la diferencia entre servir a los demás y ser útil, Kratos hace las paces consigo mismo y acepta unirse al consejo de Freya como un dios de la esperanza.
A través de más pruebas en Valhalla, Mimir revela la historia y la profundidad de sus sentimientos románticos por Sigrun. En el final secreto, Sigrun decide no pasar por las pruebas para restaurar su conexión con Valhalla, sino que elige dejar su puesto como valquiria y viajar sola por el mundo para encontrar su propio propósito. Kratos, Mímir, Freya y las Valquirias, Gunnr y Eir, la despiden, y Sigrun promete regresar eventualmente con Mímir.

## Desarrollo

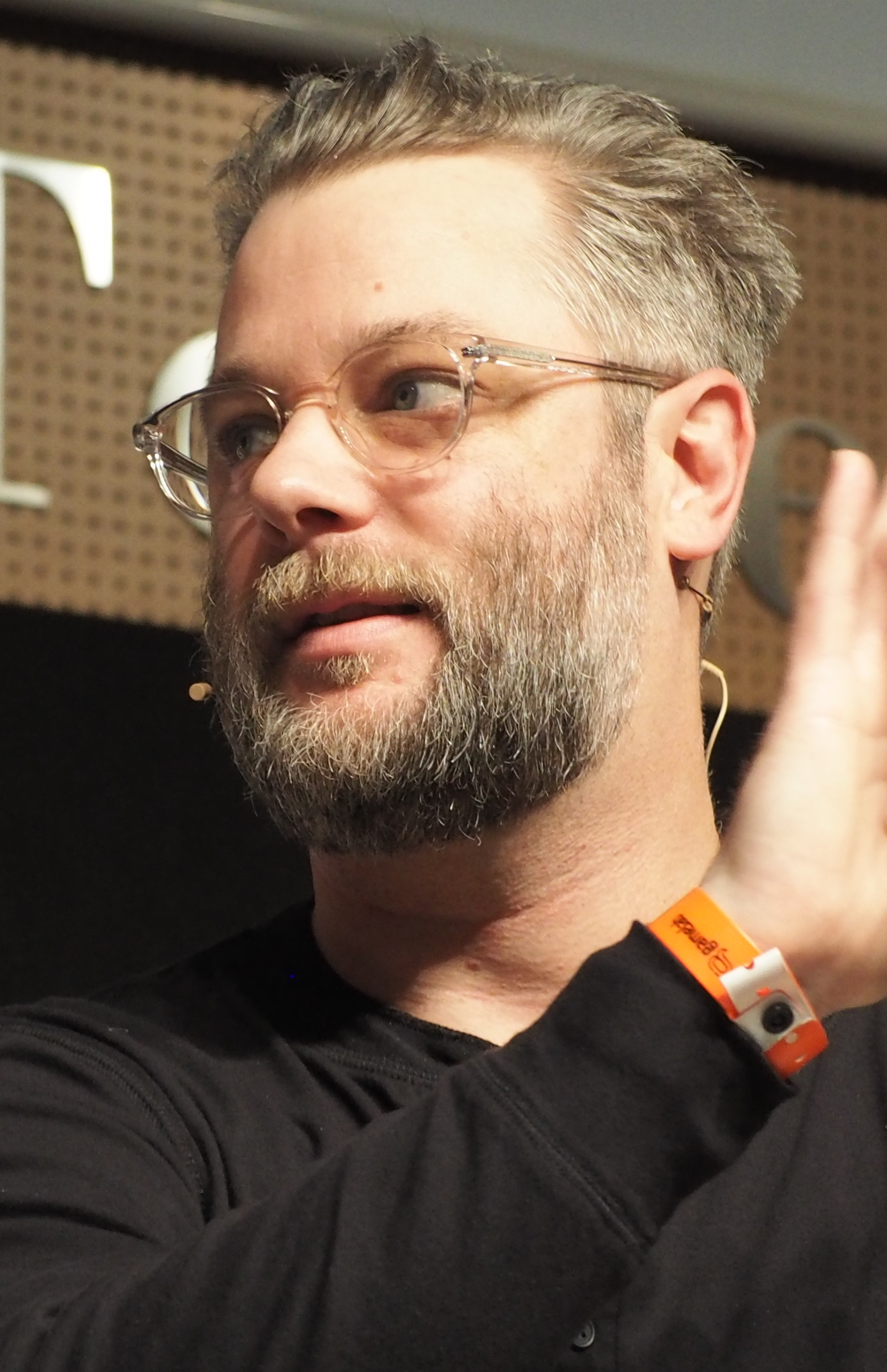
Cory Barlog (foto en 2019) fue director creativo, colaborando con Eric Williams como el director principal del título.

Una secuela de God of War de 2018 fue sugerida durante el final del juego con una escena que mostraba al dios nórdico Thor enfrentándose a Kratos y Atreus. Aunque en aquel momento no se anunció oficialmente un nuevo título, el director del juego Cory Barlog confirmó que la entrega de 2018 no sería la última aventura de Kratos, y luego se reveló que los futuros juegos continuarían ambientados en el entorno nórdico incluyendo a Atreus. En abril de 2019, apareció un adelanto en forma de un tema de fondo dinámico de PlayStation 4 (PS4); el costado del barco de Kratos y Atreus tenía runas que se traducían como "Se acerca el Ragnarök". Al mismo tiempo, para celebrar el primer aniversario del lanzamiento del juego anterior, Barlog publicó un hilo de tuits en Twitter con imágenes y una declaración sobre el proceso de desarrollo; algunos fanáticos notaron que la primera letra de cada tuit deletreaba a cabo "Se acerca el Ragnarök". Dos años más tarde durante el evento PlayStation 5 Showcase del 16 de septiembre de 2020, God of War: Ragnarök se anunció oficialmente para ser lanzado en 2021 en Playstation 5. El tráiler corto, que contó con la voz en off del actor de Kratos, Christopher Judge, no reveló oficialmente el nombre de la secuela, pero al igual que los avances anteriores, el tráiler decía que "Se acerca el Ragnarök". Esto llevó a algunas fuentes a creer que el título del juego era God of War: Ragnarök, pero en ese momento Sony no lo confirmó. El lema implicaba que este sería el comienzo de Ragnarök en el universo de God of War, que en la mitología nórdica es una serie de eventos que provocan el final de los días y la muerte de los dioses nórdicos.
Cuando el juego se anunció por primera vez en septiembre de 2020, solo se anunció como un título para PS5. Sin embargo, después de que Sony Interactive Entertainment (SIE) revelara sus planes de dar soporte a su anterior consola hasta al menos 2022, se empezó a especular sobre si el nuevo God of War vería un lanzamiento cross-gen en la PS4, ya que algunos otros títulos que en un principio se pensó que serían exclusivos de PS5 también se anunció que saldrían en PS4 (por ejemplo, Horizon Forbidden West) En junio de 2021, se confirmó que el juego saldría tanto en PS4 como en PS5, marcando a su vez el primer lanzamiento cross-gen de la serie.
Para febrero de 2021, ni Sony ni el desarrollador del juego, Santa Monica Studio, habían brindado actualizaciones sobre el lanzamiento del juego, lo que llevó a Barlog a tuitear que el juego estaría disponible "cuando esté terminado". En junio de 2021, el director de PlayStation Studios, Hermen Hulst, declaró que Sony había decidido retrasar el juego hasta 2022 para garantizar que Santa Monica pudiera ofrecer la experiencia de juego deseada para los jugadores. Santa Monica Studio emitió un comunicado sobre el retraso del juego, que decía que si bien estaban enfocados en ofrecer un juego de alta calidad, también querían mantener la seguridad de las personas involucradas en el desarrollo. El compositor de música del juego, Bear McCreary, quien también compuso la música del juego anterior, respondió a la noticia del retraso y dijo que la espera valdría la pena.
El desarrollo se vio afectado en parte por la pandemia de COVID-19, ya que Hulst declaró que había problemas para acceder a la captura de rendimiento y al talento. El retraso también trajo un problema único con el actor de Atreus, Sunny Suljic, que estaba pasando por la pubertad durante el tiempo de producción. Su voz había cambiado mucho, especialmente durante el retraso, según la diseñadora supervisora de diálogos Jodie Kupsco, quien dijo: "Tuvimos que entrar e igualar esa actuación para que [en el juego] pareciera que tuvo lugar durante un período corto de tiempo". El productor senior Ariel Angelotti dijo que no hubo cambios en las cinemáticas como resultado de la demora, solo tenían que ser creativos en la forma en que crearon el contenido. Siguiendo las pautas de la pandemia, Angelotti dijo que tenían actores que "sustituían" a otros personajes en algunas escenas. Por ejemplo, un actor para un personaje principal actuaría como un personaje de fondo "para poder evitar una situación en la que hubiera demasiada gente en el set". En una serie de tuits publicados por Judge a fines de septiembre, dijo que él fue la razón por la que el juego se retrasó debido a la cirugía que necesitaba en agosto de 2019. Judge dijo que Santa Mónica le dio tiempo para recuperarse y esperó a que se rehabilitara antes producción continua. También reveló que abandonó brevemente el juego después de descubrir que Eric Williams dirigiría la secuela. Judge no estaba seguro de Williams; sin embargo, Barlog, quien se desempeñó como productor de Ragnarök, pudo convencer a Judge de que Williams era completamente capaz de dirigir el juego, lo que Judge afirmó después de trabajar con él.
Durante la presentación de inversión de Sony de mayo de 2021, incluyeron un tratamiento de título para el juego que decía que el título era God of War: Ragnarök, aunque la presentación de inversión se cambió más tarde para indicar solo "God of War". Un informe encontró que el logotipo utilizado en la presentación no era oficial y estaba hecho por fanáticos. Después de esto, varios medios de comunicación no estaban seguros de la legitimidad del título del juego. En una declaración a IGN, un representante de Sony declaró que el logotipo y el título del juego aún no estaban finalizados ni eran oficiales, y que la inclusión del logotipo falso en la presentación de la inversión fue un error. Sin embargo, se confirmó que el título del juego era God of War Ragnarök (sin dos puntos) durante el evento PlayStation Showcase de 2021 el 9 de septiembre.
También fue durante este evento que Eric Williams, quien trabajó en todas las entregas anteriores, fue confirmado como director del juego, continuando con la tradición de la era anterior de tener un director diferente para cada juego. También durante el evento, se confirmó que Ragnarök sería el final de la era nórdica de la serie. La razón principal por la que Santa Monica decidió poner fin a la era nórdica con Ragnarök se debió al tamaño y la escala del juego. La entrega de 2018 y Ragnarök tardaron cinco años en desarrollarse respectivamente, y no querían tardar otros cinco años, un total de 15 años, para contar una historia. Barlog también lo comparó con ver las ediciones extendidas de la trilogía de películas de El Señor de los Anillos, afirmando que poder condensar la historia en dos juegos era similar a la sensación de ver esa trilogía de películas, ya que el consumidor sentiría que le contaron una historia completa con un principio y un final definitivos. El escritor principal Rich Gaubery dijo que había ventajas y desventajas en hacer una trilogía o terminar la era nórdica en dos juegos. Los desarrolladores debatieron sobre esto y dijeron que Ragnarök podría haberse dividido en dos juegos, ya que tenía un alcance mucho mayor de lo que habían planeado originalmente. También les preocupaba si Ragnarök haría justicia al concepto apocalíptico en un solo juego. Esto hizo que algunos miembros del equipo se preocuparan si el juego sería bueno, ya que pensaron que Ragnarök serían dos juegos porque originalmente tenían la mentalidad de que la era nórdica iba a ser una trilogía. La decisión de poner fin a la era nórdica con Ragnarök finalmente se dejó en manos de Barlog. Tanto Williams como Barlog tuvieron que convencer al equipo de que harían Ragnarök como un solo juego, y Williams dijo que aunque tenían que hacer ajustes en el ritmo, la historia no se redujo.
El 6 de julio de 2022, se dio a conocer un nuevo tráiler cinematográfico, que confirmó una fecha de lanzamiento mundial para el 9 de noviembre de 2022. Durante el evento State of Play 2022 de Sony el 13 de septiembre, se mostró un nuevo tráiler de la historia, que presenta una nueva jugabilidad y cinemáticas. Se mostraron breves atisbos de Odín y una batalla con Thor, así como los lobos gigantes Sköll y Hati, entre otros personajes que regresan. Al igual que la entrega de 2018, Ragnarök se hizo de una sola toma. Además, el juego admitirá opciones para que los jugadores ejecuten el juego en una resolución más alta o un mejor rendimiento, incluida una resolución 4K a 30 fotogramas por segundo (fps), una resolución de 1080p a 60 fps, un modo de resolución 4K a 40 fps y un modo de rendimiento de cuadro alto que se sincroniza a 120 hercios. Las dos últimas opciones de cuadro alto solo están disponibles para la versión PS5 del juego y requieren monitores con HDMI 2.1. El director de animación Bruno Velázquez declaró que Santa Mónica quería asegurarse de que Ragnarök fuera lo mejor posible en la PS4 y, como tal, no utiliza completamente las capacidades de la PS5. Velázquez dijo que la versión de PS4 es una mejora visual con respecto a la entrega de 2018 y señaló que todos los objetivos de diseño del estudio se lograron en la versión de PS4, por lo que la versión de PS5 "es esencialmente una mejora de lo que ya es posible [en la PS4]". Sin embargo, el juego incluye varias características exclusivas del hardware de PS5, como audio 3D, retroalimentación háptica, mayor velocidad de cuadros y mejores gráficos en general. En términos de diseño, Velázquez dijo que no hubo compromisos para la versión de PS4 y que el juego sería esencialmente la misma experiencia en ambas consolas. Santa Monica confirmó que el juego tendría un modo de fotografía, pero no estaría disponible en el lanzamiento y, en cambio, se agregaría en una actualización posterior al lanzamiento.
El 7 de octubre de 2022, Santa Mónica anunció que el juego se había convertido en gold. Además, se reveló que otros ocho estudios contribuyeron al desarrollo de Ragnarök, incluidos PlayStation Studios Creative Arts, Valkyrie Entertainment, Bluepoint Games, Red Hot, Super Alloy, Jetpack Interactive, Super Genius y Original Force. No se detalló la contribución exacta de cada estudio, excepto Super Alloy, que trabajó en la captura de movimiento. Super Alloy ayudó específicamente con la coreografía de combate, y el estudio proporcionó coordinación de especialistas y trabajo de especialistas para el juego y los personajes clave. Eric Jacobus también reveló que nuevamente hizo la captura de movimiento de combate para Kratos, tal como lo hizo en la entrega de 2018, así como para algunos otros personajes.

### Casting

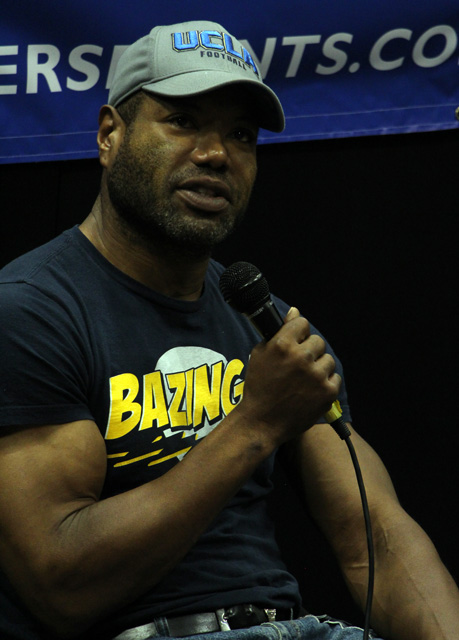
Christopher Judge (foto en 2015) fue el actor de doblaje de Kratos, repitiendo este papel desde la anterior entrega

Durante el evento PlayStation Showcase 2021, el director del juego, Eric Williams, reveló que Richard Schiff interpretaría a Odín. Otros anuncios de casting de voces incluyeron a Ryan Hurst como Thor, el dios nórdico del trueno; Ben Prendergast como Týr, el dios nórdico de la guerra; Laya De Leon Hayes como Angrboða; y Usman Ally como Durlin. Además del regreso de Christopher Judge y Sunny Suljic como Kratos y Atreus, respectivamente, se confirmó que Danielle Bisutti y Alastair Duncan retomarían sus respectivos roles como Freya y Mímir, y que Robert Craighead y Adam J. Harrington retomarían sus respectivos roles como los hermanos Huldra, Brok y Sindri. A diferencia de la representación popular de Thor de Chris Hemsworth en Marvel Cinematic Universe, Thor en Ragnarök se parece más a su representación en la literatura mitológica nórdica, con una constitución robusta con cabello largo y barba roja. Tras el estreno del tráiler, Alanah Pearce confirmó que formaba parte del equipo de desarrollo. SungWon Cho anunció que proporcionaría la voz y la captura de movimiento para Ratatoskr y trabajó directamente con los escritores para escribir sus escenas. Un día antes del lanzamiento, Scott Porter reveló que prestó su voz a Heimdal, y también se confirmó que el compositor de música del juego, Bear McCreary, interpretaría a un enano llamado Ræb.
A diferencia de la representación popular de Thor de Chris Hemsworth en el Universo cinematográfico de Marvel, Thor en Ragnarök se parece más a su representación en la literatura mitológica nórdica, con una constitución robusta con pelo largo y barba pelirroja. Este tipo de representación se hizo de manera similar para los otros dioses nórdicos, ya que en la literatura no son tan llamativos como los dioses griegos. Al interpretar a Thor, Hurst se inspiró en otro personaje de Marvel Comics, Hulk, citando su ira y poder. También se inspiró en el personaje de Tommy Lee Jones en No Country for Old Men (2007), el sheriff Ed Tom Bell, y señaló que era un personaje poderoso que albergaba arrepentimiento.

### Reacción violenta de los fanáticos antes del lanzamiento
Tras el anuncio de que Ragnarök se había retrasado hasta 2022, los desarrolladores de Santa Mónica recibieron acoso de algunos fanáticos, incluidos mensajes amenazantes. El retraso se anunció poco después de que Alanah Pearce se uniera a Santa Mónica para trabajar en Ragnarök. Pearce fue culpada por la demora y recibió mensajes de acoso sexual. Cory Barlog salió en su defensa, y todos los desarrolladores de Santa Mónica, afirmando que él hizo la llamada para retrasar el juego y que no tenía nada que ver con el personal de nivel inferior. Además, después de que circulara un rumor de que Santa Mónica revelaría la fecha de lanzamiento a fines de junio de 2022, y esa fecha pasó, algunos desarrolladores recibieron imágenes explícitas de fanáticos enojados en un intento de que revelaran la fecha de lanzamiento.
Además, la revelación de que Angrboða sería negra fue controvertida para algunos fanáticos. Afirmaron que, dado que el juego se desarrolla en Escandinavia, debería haber sido blanca. Los desarrolladores, sin embargo, defendieron la decisión debido a la diversidad de los Enanos en el juego, entre otros cambios como que Mímir tiene acento escocés, y el hecho de que el personaje de Angrboða es de una raza mitológica con poder de transformación.
También hubo una reacción violenta a la revelación de que Ragnarök se lanzaría tanto en PS4 como en PS5 debido a la preocupación de que la versión de PS4 retrasaría la versión de PS5. Al comparar la situación con lo que sucedió con God of War II de 2007, que se lanzó exclusivamente en PlayStation 2 aunque PlayStation 3 ya había estado disponible durante algunos meses, Barlog dijo que a pesar de no lanzarse en la consola más nueva en ese momento, todavía funcionó bien para ese juego.

## Reparto
El reparto de God of War Ragnarök cuenta con actores cononcidos en los tres doblajes, tanto por el lado americano, tales como Ryan Hurst, actor de la serie The Walking Dead en el papel de Beta o Richard Schiff, actor de la saga Jurassic Park en el papel de Eddie Carr. También por el ámbito castellano, tales como Carlos Ysbert, doblador de Homer Simpson y Yondu Udonta, y por el latino, tales como Idzi Dutkiewick, doblador de Iron Man o Dominic Toretto.
| Personaje  | Actor original      | Actor castellano          | Actor latino          |
| ---------- | ------------------- | ------------------------- | --------------------- |
| Kratos     | Christopher Judge   | Rafael Azcárraga          | Idzi Dutkiewick       |
| Atreus     | Sunny Suljic        | Ramón de Arana            | Carlos Siller         |
| Thor       | Ryan Hurst          | Lorenzo Beteta            | Raúl Solo             |
| Odín       | Richard Schiff      | José Padilla              | Jorge Ornelas         |
| Freya      | Danielle Bisutti    | Sara Heras                | Annie Rojas           |
| Mimir      | Alastair Duncan     | Gabriel Jiménez           | Sergio Gutiérrez Coto |
| Sindri     | Adam J. Harrington  | Sergio Liébana            | Enzo Fortuny          |
| Brok       | Robert Craighead    | Carlos Ysbert             | Beto Castillo         |
| Týr        | Ben Prendergast     | Miguel Ángel Aijón        | Óscar Flores          |
| Freýr      | Brett Dalton        | Sin identificar           | José Antonio Macías   |
| Angrboda   | Laya de Leon Hayes  | Beatriz Llaneza Mielgo    | Nycolle González      |
| Heimdall   | Scott Porter        | Óscar Ferrer              | Diego Estrada         |
| Thrúd      | Mina Sundwall       | Anahí De la Fuente        | Danann Huicochea      |
| Hildisvini | James C. Mathis III | Txema Moscoso             | José Luis Rivera      |
| Faye       | Deborah Ann Woll    | Lourdes Montes            | Sin identificar       |
| Ratatoskr  | SungWon Cho         | David Hernán              | Roberto Molina        |
| Lúnda      | Milana Vayntrub     | Sandra Villa              | Regina Tiscañero      |
| Skojoldr   | A.J. LoCascio       | Jorge Hernández Rojas     | Francisco Vargas      |
| Surtr      | Chris Browning      | Francisco Javier Martínez | Sin identificar       |
| Durlin     | Usman Ally          | Juan Carlos Lozano        | Jaime Vega            |

## Banda sonora

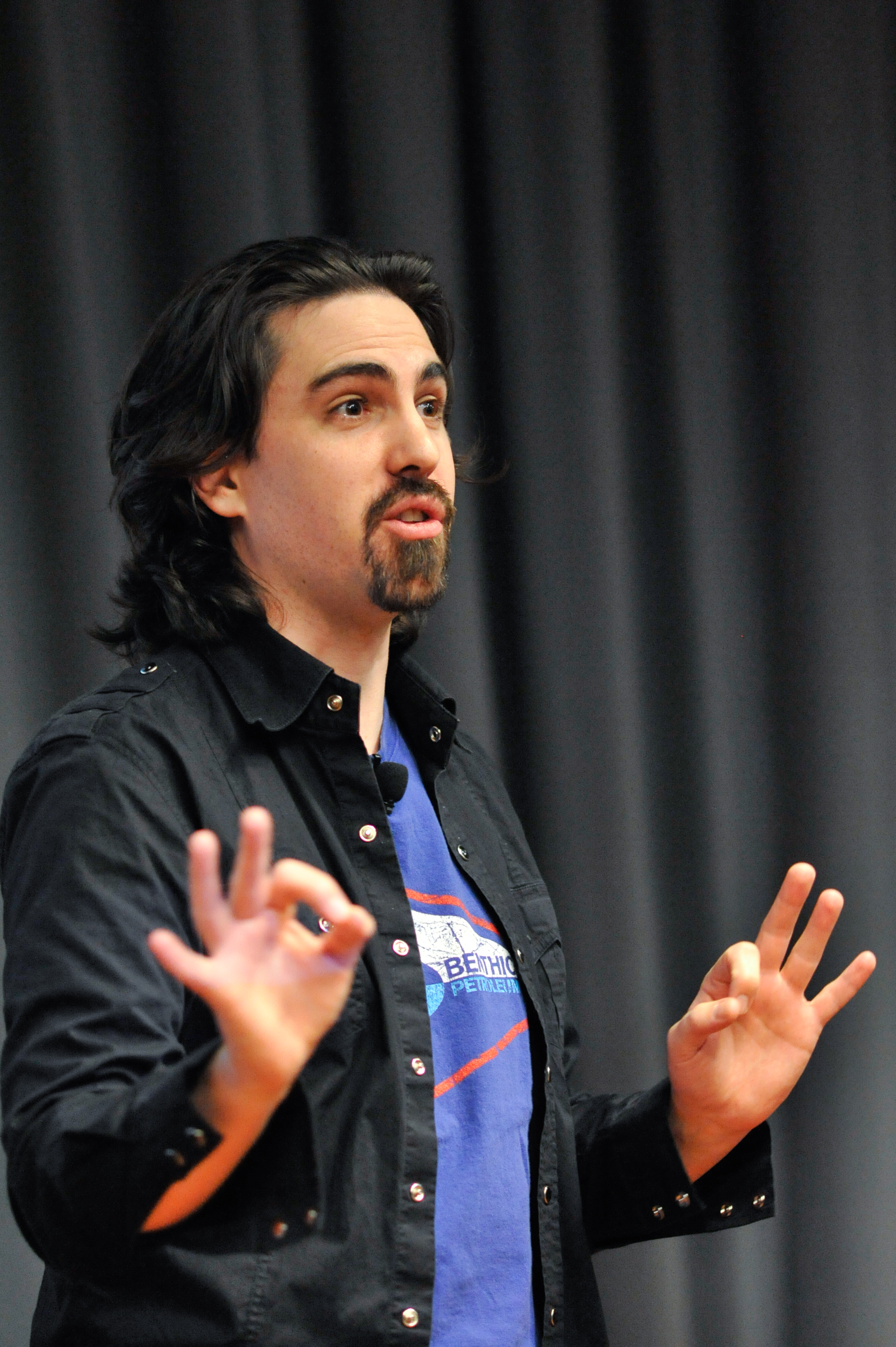
Bear McCreary (foto en 2010) compuso la banda sonora.

God of War Ragnarök (Original Soundtrack) fue lanzado el 9 de noviembre de 2022 por Sony Classical Records y también se incluyó en las ediciones especiales del juego. Fue compuesta por Bear McCreary, regresando del juego anterior. La banda sonora presenta a la cantante feroesa Eivør en las pistas "God of War Ragnarök", "Holding On", "Svartalfheim", "Pull of the Light" y "Remembering Faye". McCreary había incluido previamente a Eivør en la banda sonora de la entrega de 2018.
El artista folk irlandés Hozier participa en el tema "Blood Upon the Snow", que fue la primera contribución de Hozier a la banda sonora de un videojuego. Hozier estaba especialmente interesado en trabajar en la canción, ya que era un fan de la serie y también estaba interesado en el medio de maduración de las artes digitales. También estaba familiarizado con otros trabajos de McCreary. Debido a que Hozier firmó con la discografía Columbia Records de Sony en Estados Unidos, Sony se puso en contacto con él para que contribuyera a Ragnarök. Para ayudar a componer la canción, el director del juego, Eric Williams, habló con Hozier sobre los personajes de Kratos y Atreus. Hozier también se inspiró en la naturaleza y el mundo natural. Al trabajar con McCreary, Hozier dijo que fueron capaces de encontrar un equilibrio para que la canción no fuera "demasiado elegíaca, ni demasiado elegía, ni demasiado dulce, ni demasiado nauseabunda, ni demasiado escandalosamente sombría, ni demasiado absolutamente metálica". Paolo Ragusa, de Consequence, describió la canción como "un número atrevido y cinematográfico que toca todas las notas temáticas de God of War: Ragnarök, y en el que Hozier utiliza su característico tono aterciopelado para evocar tanto la ternura como el temor".
| Listado de canciones |                                     |          |  |
| N.º                  | Título                              | Duración |  |
| 1.                   | «God of War Ragnarök» (feat. Eivør) | 4:34     |  |
| 2.                   | «A Son's Path»                      | 3:30     |  |
| 3.                   | «The Hand of Odin»                  | 4:24     |  |
| 4.                   | «Giantess of Ironwood»              | 4:22     |  |
| 5.                   | «Huldra Brothers»                   | 4:47     |  |
| 6.                   | «Holding On» (feat. Eivør)          | 3:33     |  |
| 7.                   | «Svartalfheim» (feat. Eivør)        | 5:13     |  |
| 8.                   | «Pull of the Light» (feat. Eivør)   | 1:44     |  |
| 9.                   | «Alfheim»                           | 6:07     |  |
| 10.                  | «Jotunheim»                         | 4:37     |  |
| 11.                  | «Grýla»                             | 3:02     |  |
| 12.                  | «Whispered Souls»                   | 4:11     |  |
| 13.                  | «Vanaheim»                          | 7:34     |  |
| 14.                  | «The Hidden Beast»                  | 4:11     |  |
| 15.                  | «To Forgive or to Kill»             | 4:26     |  |
| 16.                  | «Asgard»                            | 3:39     |  |
| 17.                  | «Muspelheim and Niflheim»           | 3:44     |  |
| 18.                  | «Midgard»                           | 3:50     |  |
| 19.                  | «The Mermaid»                       | 2:55     |  |
| 20.                  | «Remembering Faye» (feat. Eivør)    | 2:40     |  |
| 21.                  | «Return to Helheim»                 | 2:43     |  |
| 22.                  | «The Hammer of Thor»                | 3:22     |  |
| 23.                  | «The Mask»                          | 2:24     |  |
| 24.                  | «Ragnarök»                          | 5:14     |  |
| 25.                  | «The All-Father»                    | 3:53     |  |
| 26.                  | «Raeb's Lament»                     | 4:24     |  |
| 27.                  | «Letting Go»                        | 9:25     |  |
| 28.                  | «Blood Upon the Snow»               | 4:31     |  |
| 1:59:00              |                                     |          |  |

## Lanzamiento
God of War Ragnarök se lanzó en todo el mundo el 9 de noviembre de 2022 para PlayStation 4 y PlayStation 5. Los jugadores que compren la versión de PS4 pueden actualizar a la versión de PS5 por US$10. Además del juego base estándar (físico y digital), hay tres ediciones especiales: la Edición Jötnar, la Edición de Coleccionista y la Edición Digital Deluxe. También hay una edición de lanzamiento para los jugadores que compraron el juego antes o durante el lanzamiento e incluye las skins Armadura y Túnica de Nieve Resucitada para Kratos y Atreus, respectivamente. Los pedidos anticipados para todas las versiones se abrieron el 15 de julio de 2022.
Los elementos tanto de la Edición Jötnar como de la Edición de Coleccionista se encuentran dentro de una caja llamada Santuario del guardián del conocimiento (un santuario que aparece en el juego). Ambas ediciones incluyen un estuche para juegos SteelBook; sin embargo, no incluyen una copia física del juego, solo versiones digitales para ambas plataformas. La pieza central de ambas ediciones es una réplica de 16 pulgadas del martillo Mjölnir de Thor, y ambas también incluyen tallas de 2 pulgadas de los gemelos Vanir (Freya y Freyr). Los elementos físicos exclusivos de la edición Jötnar incluyen un disco de vinilo de 7 pulgadas con música de Bear McCreary, un juego de alfileres de un halcón, un oso y un lobo (que representan a la difunta esposa de Kratos, Faye, al propio Kratos y a Atreus, respectivamente), un réplica del anillo Draupnir, el juego de dados de Brok y un mapa de tela Yggdrasil que muestra cada uno de los nueve reinos. En lugar del juego de dados de Brok, la edición de coleccionista tiene un juego de dados de enanos. La Digital Deluxe Edition incluye la armadura Darkdale y diseños de armas para Kratos y Atreus, la banda sonora oficial de God of War Ragnarök, un minilibro de arte de Dark Horse Comics, un conjunto de avatar de PlayStation Network y un tema de fondo de PS4; todo este contenido descargable (DLC) también se incluye con ambas ediciones especiales físicas.
Está disponible por separado un controlador DualSense temático de Ragnarök de edición limitada para PS5. También hay un paquete de PS5 que incluye la consola (versión de disco), un controlador DualSense normal y la versión estándar del juego.

## Recepción

### Respuesta de la crítica
God of War Ragnarök en PS5 recibió "aclamación universal", según el agregador de reseñas Metacritic, obteniendo una puntuación de 94/100. Esto lo vincula tanto con la entrega original de 2005 como con la entrega de 2018 para obtener la puntuación más alta de Metacritic en la serie. El juego fue elogiado por su narración, personajes, imágenes, diseño de niveles y mejoras generales en la jugabilidad con respecto a su predecesor. La mayoría de los revisores están de acuerdo en que sobresalió con respecto a la entrega de 2018 en casi todos los aspectos, y que fue un final apropiado para la era nórdica de la serie. Sin embargo, el juego estuvo sujeto a críticas menores, como las sugerencias excesivas durante los rompecabezas, así como algunas mecánicas de jugabilidad.
Tamoor Hussain, de GameSpot, opinó que, de todas las versiones diferentes de la mitología nórdica, la de Ragnarök es "sin duda una de las más memorables", y que se eleva gracias a Kratos y su vida pasada como dios griego y la perspectiva que ello aporta. En su opinión, lo más impresionante del juego es "la exploración de la pérdida y el amor, el dolor y el crecimiento, el determinismo y el desafío". Añadió que el juego estaba bien escrito y que tomaba la mitología nórdica, la deconstruía y la reconstruía como una historia épica sobre familias. Aunque el juego es largo, afirmó que "la escritura y la caracterización" hacen que merezca la pena. Kyle Hilliard de Game Informer escribió que, aunque Ragnarök no tuvo el mismo impacto único que la entrega de 2018, todo lo que funcionó bien en el juego anterior está aquí, y junto con la historia, la secuela es realmente una "epopeya". Sin embargo, Chris Tapsell, de Eurogamer, opinó que, dado que Ragnarök intentó incluir la mayor parte posible de la historia de la serie, el juego puede parecer "hinchado y abarrotado". En su opinión, la sobrecarga es el mayor problema del juego, ya que la historia podría haberse contado en la mitad de tiempo. Sin embargo, valoró positivamente que, debido a su longitud, el juego fuera más largo. También lo comparó positivamente con un parque temático, debido a las muchas cosas diferentes que se pueden experimentar en el juego.
En su artículo para IGN, Simon Cardy afirmó que Ragnarök ofrecía nuevas interpretaciones de personajes mitológicos nórdicos muy conocidos, como Odín y Thor, y que el enfoque único y la interpretación de los actores no le hacían pensar en sus populares homólogos del MCU. Hussain explicó que, debido a la difusa línea entre el bien y el mal, los personajes son convincentes a lo largo de la historia, y que el hecho de que los jugadores empaticen con los antagonistas hace que la "historia sea tan cautivadora". También afirmó que la "magnífica escritura y actuación" hizo que las interacciones entre Kratos y Atreus, así como con Mimír, fueran más interesantes, debido a sus experiencias en el juego anterior. Hilliard también quedó impresionado con la escritura, afirmando que "supera el ya fantástico diálogo del juego de 2018". También dijo que, sorprendentemente, era el God of War más divertido hasta la fecha.
En términos de jugabilidad, Ragnarök no introduce cambios drásticos con respecto a la entrega de 2018, pero hay algunas novedades en las mecánicas existentes. Hussain afirmó que, aunque la jugabilidad básica es fundamentalmente la misma, esto juega a favor de Ragnarök, ya que facilita empezar a jugar. Tapsell, sin embargo, se mostró algo crítico con el combate, afirmando que le habría gustado un enfoque más sistemático y que, aunque hay sinergia entre las habilidades de las armas, prácticamente no hay espacio para la expresión. Por el contrario, Hussain afirmó que, incluso tras varias horas de juego, el hacha Leviatán no había perdido ni un ápice de emoción, y que el nuevo árbol de habilidades crea combos nuevos y más contundentes. También alabó la posibilidad de usar las Espadas del Caos desde el principio, ya que son geniales para el control de multitudes, pero también se amplió su uso para la movilidad y la verticalidad, permitiendo al jugador acercarse a los enemigos pero también ascender por plataformas elevadas. La posibilidad de realizar un ataque con arma al saltar de un saliente también fue un añadido bien recibido. Cardy se mostró de acuerdo y dijo que esto añadía otra capa a las batallas. También se mostró muy satisfecho con el combate: "Es rápido y glorioso", en referencia a los orígenes de la serie. Dijo que mientras que el Hacha del Leviatán se siente en gran medida igual que en la entrega de 2018, las Espadas del Caos tienen una sensación más similar a cómo se desempeñaron en los juegos griegos, llamándolos nostálgicos pero con un "brillante toque moderno". La actualización del escudo también fue elogiada, con Hussain afirmando que "mejora la sensación ofensiva del combate". Cardy también opinó que el escudo era una herramienta más ofensiva, y que parar es una sensación fantástica y "una habilidad que [el jugador] querrá perfeccionar". Hilliard opinó que lo único negativo de la jugabilidad era que no era muy diferente de la del juego anterior. La variedad de enemigos y jefes también recibió elogios entre los críticos.
Aunque alabó los elementos de RPG por permitir a los jugadores adaptarse a su propio estilo de juego, Hussain dijo que no había nada "que cambiara el juego o fuera innovador" en el sistema. Tapsell tenía una opinión similar, diciendo que aunque había algunas ideas nuevas y se podían crear personajes divertidos, nada era realmente memorable o expresivo como en otros RPG, y los jugadores podían arreglárselas sin comprometerse mucho con ello. Cardy, sin embargo, dijo que el sistema era más ágil, lo que facilitaba ver todo lo que el jugador tiene equipado, y consideró que el juego animaba a los jugadores a crear sus propios diseños personalizados. Lo alabó por ser accesible y no abrumar. Clay Halton, de PCMag, criticó el sistema y afirmó que era el "aspecto más tedioso" del juego, ya que puede resultar difícil determinar qué arma o armadura hay que mejorar. Dijo que esto ya era un problema en el juego anterior, pero que era más complicado en la secuela.
Hussain criticó algunas mecánicas de juego, como cuando los enemigos se vuelven más fuertes y numerosos, "la mecánica puede sufrir bajo la presión del aumento de la velocidad y la agresividad". Según él, los jugadores tienen la sensación de ser arrastrados en múltiples direcciones, lo que hace mucho más difícil formar una defensa, sobre todo cuando un enemigo ataca por la espalda fuera de la pantalla. Hussain dijo que parecía que rompía la fluidez del combate. Tapsell hizo comentarios similares y afirmó que puede ser un obstáculo en la batalla. Durante algunas de estas secuencias, sin embargo, Hussain elogió la IA de Atreus por ser más capaz que en el juego anterior. A pesar de estas pequeñas quejas, Hussain afirmó que el combate es más pacífico y dinámico que en juegos anteriores. Tapsell compartió una crítica de muchos críticos y jugadores, y es que, aunque le encantaron los puzles, el personaje acompañante ofrece excesivas pistas para resolverlos, y lo hace demasiado pronto, sin apenas dar tiempo al jugador a pensar en la solución. Cardy también consideró que las excesivas pistas eran una molestia, y afirmó que pueden robar al jugador la satisfacción de resolver un puzle por sí mismo.
Los ambientes también fueron muy elogiados. Hussain afirmó que "cada reino tiene un gran sentido de la escala". También alabó los cambios en los reinos que regresaban del juego anterior, ya que no solo mostraban los efectos de Fimbulvetr, sino que proporcionaban nuevas zonas para explorar. Tapsell compartió sentimientos similares y dijo que los reinos eran más variados, describiéndolos como "menos opresivos y, por tanto, más acogedores para tu eventual regreso, y gloriosamente coloridos pero, lo que es más importante, juguetones con ese color". También dijo que en la entrega de 2018 faltaba la sensación de escala, pero que Ragnarök lo había resuelto, afirmando que su "fuerza dramática proviene de su acceso único a la sensación de escala". Halton dijo que, aunque no es notablemente diferente del juego anterior, en gran parte debido a que Ragnarök se lanzó tanto en PS4 como en PS5, el juego sigue siendo hermoso, afirmando que cada reino y sus respectivos entornos están "cuidadosamente elaborados".

### Ventas
La versión para PlayStation 5 de God of War Ragnarök fue el tercer juego más vendido durante su primera semana de lanzamiento en Japón, con 29.377 copias físicas vendidas. La versión de PlayStation 4 fue el sexto juego más vendido en el país durante la misma semana, con 11.260 copias físicas. En el Reino Unido, aunque no se han revelado las cifras exactas de ventas, se ha informado de que Ragnarök vendió más copias físicas en su primer día que cualquier otro título anterior de God of War en su primera semana, con un 82 % del total vendido en PS5 y un 18 % en PS4. De las ventas en PS5, el 12% procedió del paquete de PS5. Además, vendió un 51 % más en su primera semana que la entrega de 2018. Esto convirtió a Ragnarök en el mayor lanzamiento de la serie en el Reino Unido, lo que se debió en gran medida a que fue el primer lanzamiento cross-gen de la serie. En términos de copias físicas, fue el segundo mayor lanzamiento del año en el país, por detrás de FIFA 23, y tuvo un lanzamiento mayor que Call of Duty: Modern Warfare II, Elden Ring y Leyendas Pokémon: Arceus. Ragnarök se convirtió en el juego first-party más vendido en la historia de PlayStation, vendiendo 5,1 millones de unidades en su primera semana.

### Premios
En los Golden Joystick Awards de 2020, el juego recibió el premio al juego más buscado. Ese mismo año, también recibió el premio al Juego Más Esperado de PlayStation.Blog. También fue nominado a Juego Más Esperado en The Game Awards tanto en 2020 como en 2021. Varios medios de comunicación también incluyeron la secuela en sus respectivas listas de los juegos más esperados de 2021, antes del retraso del juego al año siguiente. Fue nominado para Ultimate Game of the Year en los Golden Joystick Awards de 2022, y fue nombrado el juego número 1 del año por la revista Time. Ragnarök tiene diez nominaciones en The Game Awards 2022, incluido Juego del año y Mejor dirección de juego.
| Año  | Premio                               | Categoría                                             | Resultado | Ref.            |
| ---- | ------------------------------------ | ----------------------------------------------------- | --------- | --------------- |
| 2020 | Golden Joystick Awards               | Juego más buscado                                     | Ganador   | [ 91 ]          |
| 2020 | The Game Awards 2020                 | Juego más esperado                                    | Nominado  | [ 94 ]          |
| 2021 | Golden Joystick Awards               | Juego más buscado                                     | Nominado  | [ 105 ] [ 106 ] |
| 2021 | The Game Awards 2021                 | Juego más esperado                                    | Nominado  | [ 96 ]          |
| 2022 | 20th Game Audio Network Guild Awards | Mejor audio del tráiler del juego                     | Ganador   | [ 107 ]         |
| 2022 | 13th Hollywood Music in Media Awards | Partitura original — Videojuego (Bear McCreary)       | Nominado  | [ 108 ]         |
| 2022 | 13th Hollywood Music in Media Awards | Canción original — Videojuego ("Blood Upon The Snow") | Ganador   | [ 108 ]         |
| 2022 | Titanium Awards                      | Juego del año                                         | Ganador   | [ 109 ] [ 110 ] |
| 2022 | Titanium Awards                      | Mejor diseño de narrativa                             | Ganador   | [ 109 ] [ 110 ] |
| 2022 | Titanium Awards                      | Mejor diseño de juego                                 | Nominado  | [ 109 ] [ 110 ] |
| 2022 | Titanium Awards                      | Mejor dirección de arte                               | Nominado  | [ 109 ] [ 110 ] |
| 2022 | Titanium Awards                      | Mejor dirección de sonido                             | Nominado  | [ 109 ] [ 110 ] |
| 2022 | Golden Joystick Awards               | Ultimate Game of the Year                             | Nominado  | [ 102 ] [ 111 ] |
| 2022 | Golden Joystick Awards               | Mejor intérprete (Christopher Judge)                  | Nominado  | [ 102 ] [ 111 ] |
| 2022 | The Game Awards 2022                 | Juego del año                                         | Nominado  | [ 104 ]         |
| 2022 | The Game Awards 2022                 | Mejor dirección de juego                              | Nominado  | [ 104 ]         |
| 2022 | The Game Awards 2022                 | Mejor narrativa                                       | Ganador   | [ 104 ]         |
| 2022 | The Game Awards 2022                 | Mejor dirección de arte                               | Nominado  | [ 104 ]         |
| 2022 | The Game Awards 2022                 | Mejor banda sonora y música (Bear McCreary)           | Ganador   | [ 104 ]         |
| 2022 | The Game Awards 2022                 | Mejor diseño de audio                                 | Ganador   | [ 104 ]         |
| 2022 | The Game Awards 2022                 | Mejor actuación (Christopher Judge)                   | Ganador   | [ 104 ]         |
| 2022 | The Game Awards 2022                 | Mejor actuación (Sunny Suljic)                        | Nominado  | [ 104 ]         |
| 2022 | The Game Awards 2022                 | Mejor Acción/Aventura                                 | Ganador   | [ 104 ]         |
| 2022 | The Game Awards 2022                 | Innovación en accesibilidad                           | Ganador   | [ 104 ]         |

## Futuro
Si bien no se han confirmado juegos futuros, antes del lanzamiento de la entrega de 2018, Cory Barlog dijo que después de la era nórdica, los juegos futuros podrían ver la serie abordando la mitología egipcia o maya. También dijo que aunque la entrega de 2018 (y posteriormente Ragnarök) se centró en los nórdicos, aludía al hecho de que existen otras mitologías que coexisten en el mundo, incluida la mitología celta, japonesa e irlandesa. En 2020, Barlog confirmó que también existe el cristianismo, siendo la primera religión confirmada en el mundo de God of War.